# Eclissi solare del 18 marzo 1988
L'eclissi solare del 18 marzo 1988 è un evento astronomico che ha avuto luogo il suddetto giorno attorno alle ore 1.58 UTC.
L'eclissi, di tipo totale, è stata visibile in alcune parti dell'Asia (Filippine, India, Indonesia e Malaysia), dell'Oceania (Australia) e del Nord America (Alaska).
La durata della fase massima dell'eclissi è stata di 3 minuti e 46 secondi e l'ombra lunare sulla superficie terrestre raggiunse una larghezza di 169 km; Il punto di massima totalità era in mare lontano da qualsiasi terra emersa.
L'eclissi del 18 marzo 1988 è stata la prima eclissi solare nel 1988 e la duecentesca nel XX secolo. La precedente eclissi solare si è verificata il 23 settembre 1987, la seguente l'11 settembre 1988.

## Percorso e visibilità
L'evento si è manifestato all'alba locale sulla superficie oceanica dell'Oceano Indiano orientale e circa 1.200 chilometri a sud-est dello Sri Lanka; in seguito l'ombra della luna ha proseguito a nord-est attraverso le isole indonesiane di Sumatra, Kalimantan e Mindanao, nelle Filippine. Entrando nell'Oceano Pacifico, da allora nessuna terra emersa è stata coperta. Dopo aver raggiunto il punto di massima eclissi sulla superficie oceanica a circa 400 chilometri a est dell'isola di Okinotorishima, l'umbra ha attraversato la superficie oceanica del Pacifico settentrionale e ha attraversato la Linea internazionale del cambio di data, terminando in Alaska al tramonto del 17 marzo, a circa 530 chilometri a sud-ovest dell'isola di Alessandria.

## Osservazioni scientifiche

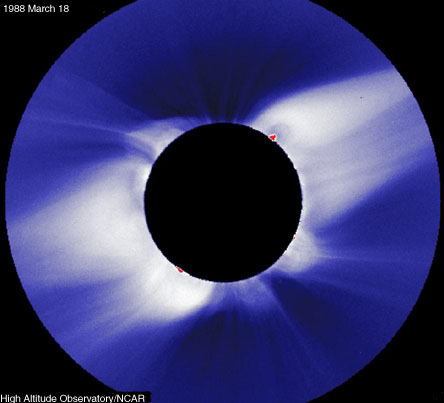
immagine presa dall'Osservatorio Solare Nazionale di alta quota di Boulder, in Colorado, durante il minimo solare, mostra le tipiche strutture luminose (helmet streamer) formate da anelli magnetici che si estendono dalla superficie

Nelle Filippine, molti scienziati, turisti e giornalisti si sono recati nella zona dell'eclissi totale per osservare l'evento. Anche gli uffici del turismo della città di General Santos hanno colto l'occasione per promuovere lo sviluppo del turismo locale. All'epoca, anche la presidentessa delle Filippine e la prima donna ad essere presidente in uno stato asiatico, Corazon Aquino, assistette in città al particolare evento.

## Eclissi correlate

### Eclissi solari 1986 - 1989
Questa eclissi è un membro di una serie semestrale. Un'eclissi in una serie semestrale di eclissi solari si ripete approssimativamente ogni 177 giorni e 4 ore (un semestre) in nodi alternati dell'orbita della Luna.

### Ciclo di Saros 139
L'evento fa parte della serie di Saros 139, che si ripete ogni 18 anni, 11 giorni, 8 ore, comprendente 71 eventi. La serie è iniziata con l'eclissi solare parziale il 17 maggio 1501. Contiene eclissi ibride dall'11 agosto 1627 al 9 dicembre 1825 ed eclissi totali dal 21 dicembre 1843 al 26 marzo 2601. La serie termina al membro 71 con un'eclissi parziale il 3 luglio 2763. Tutte le eclissi di questa serie si verificano nel nodo ascendente della Luna.